# IC 3230
IC 3230 ist eine linsenförmige Galaxie vom Hubble-Typ S0 im Sternbild Coma Berenices am Nordsternhimmel. Sie ist schätzungsweise 321 Millionen Lichtjahre von der Milchstraße entfernt und hat einen Durchmesser von etwa 30.000 Lichtjahren.

Im selben Himmelsareal befinden sich unter anderem die Galaxien IC 3193, IC 3234, IC 3243, IC 3270.
Das Objekt wurde am 23. März 1903 von Max Wolf entdeckt.